# Estômbar
Estômbar, gelegentlich auch Estombar, ist eine Kleinstadt und eine ehemalige Gemeinde an der Algarve im Süden Portugals.

## Geschichte
Die Mauren nannten den Ort Sanabus, der zu einer Festung namens Abenabeci gehörte. Im Verlauf der christlichen Reconquista eroberte der portugiesische König D. Sancho I. den Ort 1191.
Es blieb ein kleiner, landwirtschaftlich geprägter Ort, der einen relativen Wohlstand erreichte durch die Salzgewinnung und den Handel über den Rio Arade.
Aufschwung erfuhr Estômbar mit dem Aufkommen der Fischkonservenindustrie im 19. Jahrhundert und der folgenden Bevölkerungszunahme.
Am 16. August 1991 wurde Estômbar zur Kleinstadt (Vila) erhoben.
Nachdem Estômbar 1997 einen Teil seiner Fläche durch Ausgliederung der neugeschaffenen Gemeinde Parchal verloren hatte, wurden beide Gemeinden mit der Gebietsreform 2013 aufgelöst und zur neuen Gemeinde Estômbar e Parchal zusammengefasst.

## Verwaltung
Estômbar war Sitz einer gleichnamigen Gemeinde (Freguesia) im Kreis (Concelho) von Lagoa im Distrikt Faro. Die Gemeinde hatte eine Fläche von 24,21 km² und 4989 Einwohner (Stand 30. Juni 2011).

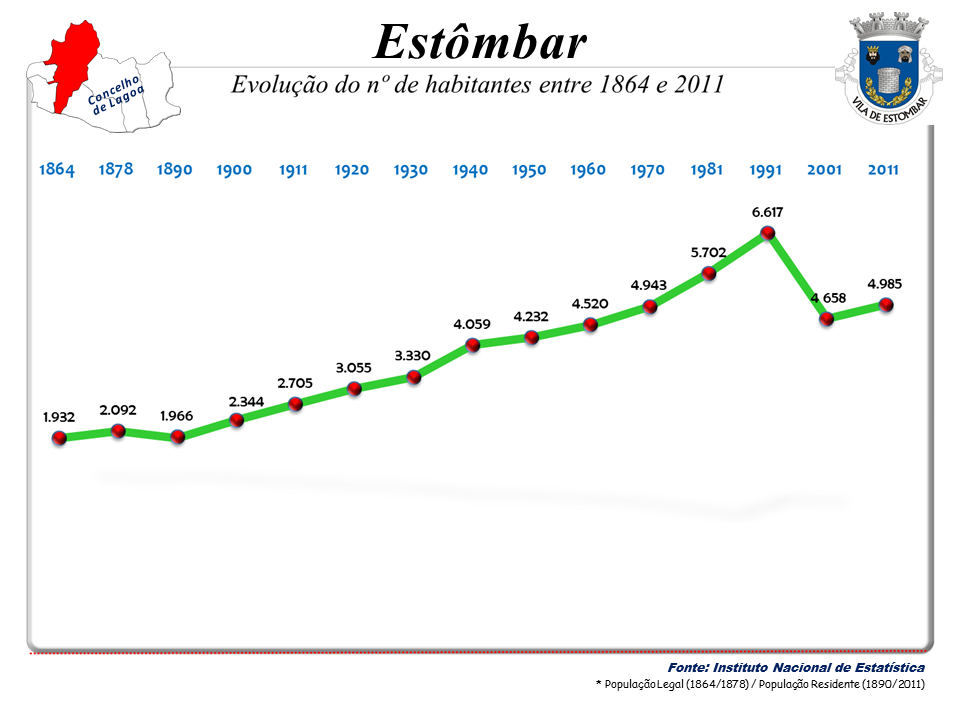
Bevölkerungsentwicklung in der Gemeinde Estômbar (1864–2011)

Folgende Orte und Ortsteile gehörten zur Gemeinde Estômbar:
| - Abicada - Bairro Municipal Marinhas - Balerques - Benafundão - Bom Sarilho - Cabeço de Pias - Calvário - Carrasca - Corredoras - Cotovio | - Cova São João - Eira Alta - Estação da Cp - Estombar - Fontes - Gramacho - Guenas - Mexilhoeira da Carregação - Poço dos Pardais - Pombal | - Quinta das Pias - Quinta do Alto - Telheiro - Urbanização Fazenda Grande - Urbanização Presa de Moura - Urbanização Vale da Pinta - Vale da Vila - Vale de Deus - Vale Pinta |

Im Zuge der Gebietsreform in Portugal am 29. September 2013 wurden die Gemeinden Estômbar und Parchal zur neuen Gemeinde União das Freguesias de Estômbar e Parchal zusammengeschlossen. Estômbar ist Sitz dieser neu gebildeten Gemeinde.

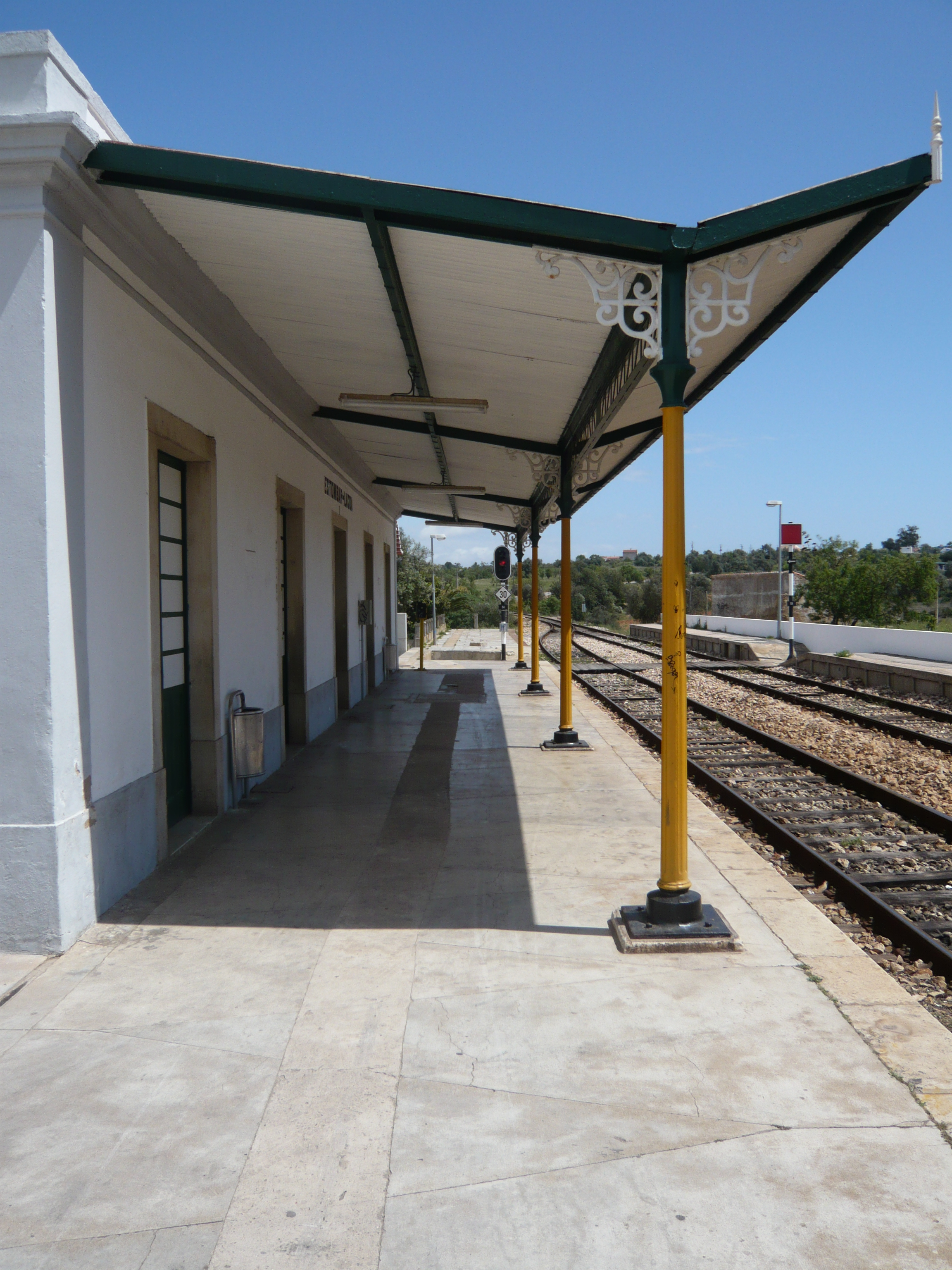
Im Bahnhof Estômbar-Lagoa

## Verkehr
Estômbar liegt mit eigenem Bahnhof an der Eisenbahnstrecke Linha do Algarve.
Der Öffentliche Personennahverkehr in der Gemeinde wird durch lokale und regionale Buslinien des privaten Busbetreibers Eva Transportes betrieben. Insbesondere über dessen Linie 76 ist Estômbar in etwa halbstündlichem Takt mit Lagoa und Portimão verbunden.

## Söhne und Töchter der Stadt
- Muhammad ibn Ammar (1031–1086), möglicherweise in Estômbar und nicht in Silves geborener arabischer Dichter und Politiker
- Remexido (José Joaquim de Sousa Reis, 1796–1838), Widerstandskämpfer im Miguelistenkrieg